# Belsősárd
Belsősárd là một thị trấn thuộc hạt Zala, Hungary. Thị trấn này có diện tích 9,79 km², dân số năm 2010 là 104 người, mật độ 11 người/km².